# Season of the Witch
Season of the Witch (titulada En tiempo de brujas en España, Cacería de brujas en Argentina y Chile, y Temporada de brujas en México), es una película de terror, aventuras y fantasía oscura estrenada el 7 de enero de 2011 en Estados Unidos, el 28 de enero del mismo año en México, el 4 de marzo en España y el 31 de marzo en Argentina. Está protagonizada por Nicolas Cage y Ron Perlman, y dirigida por Dominic Sena. 

## Argumento
La brutalidad y las injusticias cometidas durante las cruzadas han hecho que Behmen (Nicolas Cage) y su gran amigo Felson (Ron Perlman) no quieran luchar más por los intereses de la Iglesia católica. Tras la captura de Esmirna ambos deciden desertar de la Orden y la Cruzada, para regresar a su lugar de origen. Ambos se quedan sorprendidos al ver en Estiria los estragos de la peste bubónica en el continente europeo. En la ciudad de Marburgo, mientras buscan alimentos, los dos caballeros son llamados ante el cardenal local, llamado Cardenal D'Ambroise (Christopher Lee), por su regreso no programado desde Oriente.
El cardenal moribundo amenaza a Behmen y Felson con una pena de prisión por desertar en sus funciones, a no ser que acepten llevar a cabo una peligrosa misión. En el calabozo del Cardenal se encuentran a una joven (Claire Foy) acusada de ser la bruja que trae la peste. Sólo se librarán de la pena de prisión si aceptan llevar a la joven a una abadía donde será juzgada. Durante su camino estarán acompañados por Hogomar (Stephen Graham), un joven ansioso de ser nombrado caballero, llamado Kay (Robert Sheehan),el padre Debelzaq (Stephen Campbell Moore) y el caballero Eackhart. La ruta es larga y dura, atravesando profundas gargantas y bosques llenos de lobos.

## Reparto
- Nicolas Cage como Behmen.
- Ron Perlman como Felson.
- Stephen Campbell Moore como Debelzaq.
- Stephen Graham como Hagamar.
- Christopher Lee como el cardenal d'Ambroise.
- Claire Foy como Anna, la Bruja.
- Robert Sheehan como Kay.
- Ulrich Thomsen como Eckhart.
- Rory McCann como el comandante.
- Brían F. O'Byrne como el Gran Maestre.

## Producción

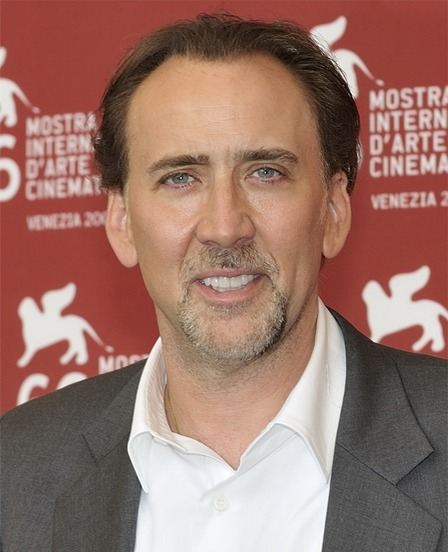
Nicolas Cage como Behmen.

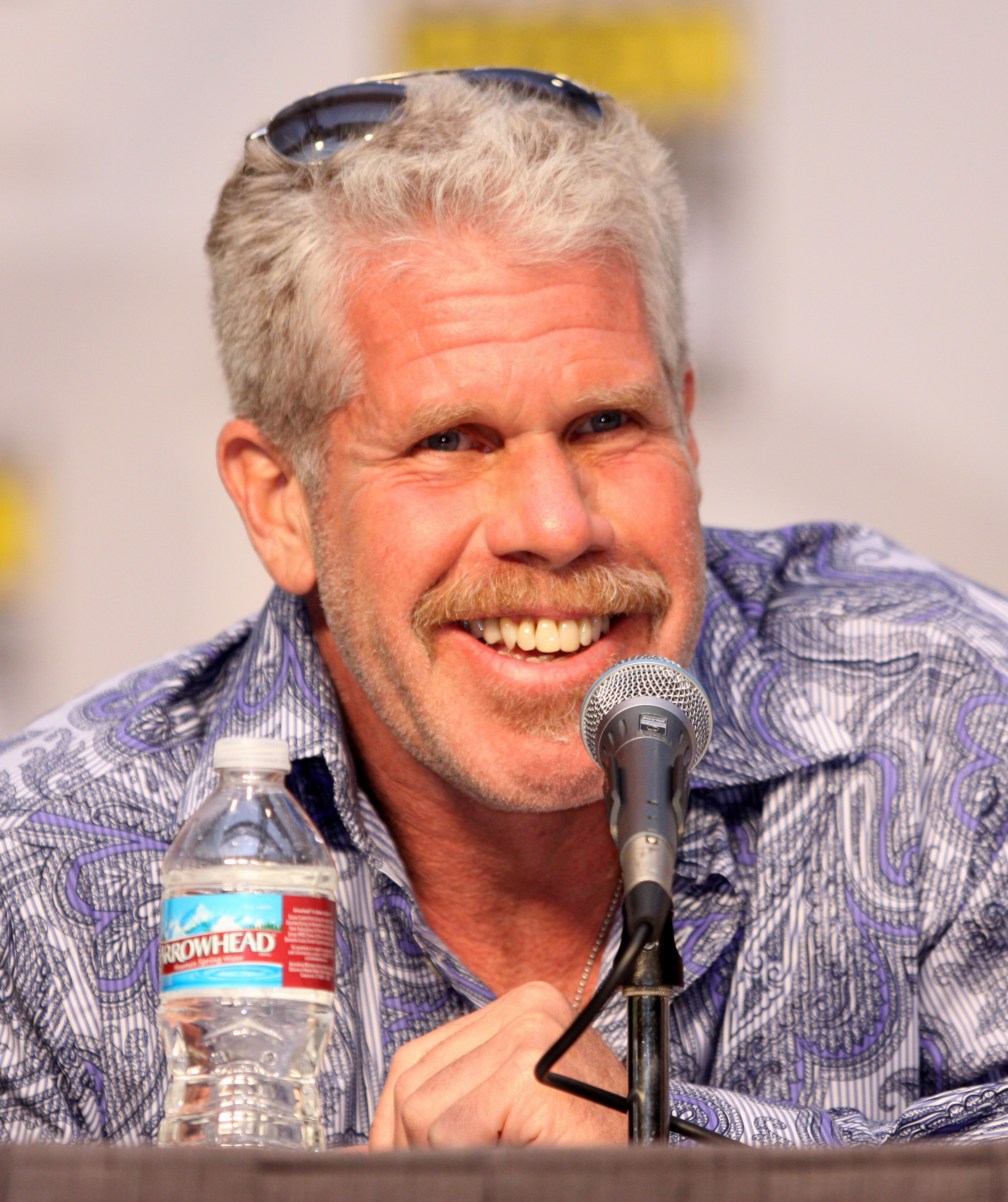
Ron Perlman como Felson.

Se empezó a rodar en noviembre de 2008 en diferentes localizaciones de Austria, Hungría y Croacia. Destacan poblaciones como Innsbruck, Salzburgo, ambas en Austria; Budapest en Hungría; o la península de Istria en Croacia. La fecha de lanzamiento original de la película era el 19 de marzo de 2010. Varias semanas antes de esa fecha la distribuidora Lions Gate Entertainment, alegando que había recibido pobres reacciones en los pases previos al estreno. Dominic Sena fue despedido y fue contratado Brett Ratner, que dirigió nuevas tomas en septiembre de 2010.

## Recepción

### Respuesta crítica
Según la página de Internet Rotten Tomatoes obtuvo un 10% de comentarios positivos, llegando a la siguiente conclusión: "Lenta, de aspecto barato y sin brillo, Season of the Witch falla incluso como una comedia involuntaria". Christy Lemire escribió que "tiene lugar en el siglo XIV, pero todo el mundo habla en un lenguaje contemporáneo, lo cual hubiera sido aceptable si el diálogo fuera inteligente, divertido o, ya sabes, bueno". Jeff Bayer señaló que "Season of the Witch entretiene, pero no me entiendas mal, es una mala película". Según la página de Internet Metacritic obtuvo críticas negativas, con un 28%, basado en 27 comentarios de los cuales ninguno es positivo. Parte de la crítica llegó a considerar el argumento de la película «ridículo» y lleno de inconsistencias históricas.

### Taquilla
Estrenada en 2.816 cines estadounidenses debutó en tercera posición con 3 millones de dólares, con una media por sala de 3.769 dólares, por delante de Tron Legacy y por detrás de Little Fockers. Recaudó en Estados Unidos 24 millones. Sumando las recaudaciones internacionales la cifra asciende a 91 millones. El presupuesto estimado invertido en la producción fue de 40 millones.